# Châtillon-en-Vendelais
Châtillon-en-Vendelais (tiếng Breton: Kastellan-Gwennel) là một xã của tỉnh Ille-et-Vilaine, thuộc vùng Bretagne, miền tây bắc nước Pháp.

## Dân số
Người dân ở Châtillon-en-Vendelais được gọi là Châtillonais.
| Năm | 1962 | 1968 | 1975 | 1982 | 1990 | 1999 |
| --- | ---- | ---- | ---- | ---- | ---- | ---- |
| Dân số | 1114 | 1168 | 1249 | 1394 | 1526 | 1551 |
| From the year 1962 on: No double counting—residents of multiple communes (e.g. students and military personnel) are counted only once. |      |      |      |      |      |      |